# 伊藤義平
伊藤 義平（いとう ぎへい、1855年11月16日（安政2年10月7日）- 1923年（大正12年）2月9日）は、明治から大正期の官吏、実業家、政治家。衆議院議員。旧姓・山崎。

## 経歴
伯耆国久米郡、のちの鳥取県東伯郡灘手村（現倉吉市）で、鳥取藩士・山崎左馬の四男として生れ、安政5年3月（1858年）伊藤弥平の養子となる。町医者・中原松斎の塾で漢学を修めた。
1874年（明治7年）豊岡県に奉職。以後、兵庫県属・会計事務、会計検査院、神奈川県収税署長、島根県税務署、東京府庁、衆議院事務局会計課などに勤務し、この間、東京法学院（英吉利法律学校前身、現中央大学）の夜学に通い1896年（明治29年）に卒業した。逓信省、愛知県勤務を経て1898年（明治31年）に退官した。
同年、尾三農工銀行に入行し支配人に就任。その後、同頭取、尾三貯蓄銀行取締役、名古屋瓦斯取締役、京都瓦斯取締役、尾西鉄道（名鉄尾西線）取締役、新愛知新聞社相談役などを務めた。
1915年（大正4年）3月、第12回衆議院議員総選挙に愛知県郡部から立憲政友会所属で出馬して当選し、その後憲政会に所属し衆議院議員に1期在任した。

## 著作
- 『間接国税犯則者処分法釈義』伊藤義平、1891年。
- 『砕琴録』小田野直清、1894年。
- 編『銀行法規類纂』伊藤義平、1901年。
- 公庵伊藤義平編『公庵漫録』伊藤義平、1921年。